# 馬克·惠特克
馬克·愛德華·惠特克（英語：Mark Edward Whitacre，1957年5月1日—），美國企業高管，於1995年成為公眾關注的焦點；當時他擔任阿奇尔丹尼斯米德兰（ADM）位於伊利諾州迪凯特的生物產品部門的總裁，成為美國歷史上最高級別的企業高管。於1992年至1995年擔任聯邦調查局（FBI）举报者，FBI正在調查ADM的操縱價格行為。在1990年代，惠特克在協助聯邦價格操縱調查的同時，從ADM挪用950萬美元而被判處九年聯邦監獄刑期。
ADM調查了惠特克的行為，並在感到可疑後要求FBI調查他的貪污行徑。由於總計950萬美元的各類詐欺，惠特克不僅失去了举报者的豁免權，還在聯邦監獄中度過了八年半。他於2006年12月獲釋。他後來擔任加州生物技術公司Cypress Systems的首席科学家運營總裁。

### 書目
- Ackerman, Ruthie, , Forbes, 2008-03-27  [2009-09-21], （原始内容存档于2021-07-15） （页面存档备份，存于）
- Calderone, Michael, , The New York Observer, 2007-08-10  [2009-09-21], （原始内容存档于2007-08-30） （页面存档备份，存于）
- Discovery Channel, , Discovery Channel, Undercover, 2009-03-10  [2021-07-12], （原始内容存档于2012-07-31） （页面存档备份，存于）
- Eichenwald, Kurt, , Broadway Books, Inc., 2000, ISBN 978-0-7679-0327-1, 简明摘要
- England, Scot, , Decatur WAND NEWS 17, 2009-10-29  [2009-12-26], （原始内容存档于2021-07-15） （页面存档备份，存于）
- Glass, Ira, , This American Life (186) (PRI), 2000-09-15, (186)  [2009-09-20], （原始内容存档于2010-02-15） （页面存档备份，存于）
- Greenwald, John; Donnelly, Sally; McWhirter, William, , 時代雜誌, 1996-10-28  [2009-09-20], （原始内容存档于2009-01-14） （页面存档备份，存于）
- Guebert, Alan, , Globe Gazette, 2007-08-19  [2009-09-21]
- Lieber, James B., , New York: Four Walls Eight Windows, 2000, ISBN 1-56858-142-4, 简明摘要
- , Lubbock Avalanche-Journal, 1996-12-29  [2009-09-21], （原始内容存档于2010-03-06） （页面存档备份，存于）
- Muirhead, Sarah, , Feedstuffs Magazine, 2008-06-02: 1, 42, 43

#### 一般參考
- Greenwald, John; Curry, Tom; McWhirter, William, , 時代雜誌, 1995-07-24  [2009-09-21], （原始内容存档于2013-02-04） Archive.today的存檔，存档日期2013-02-04
- France, Mike, , Business Week, 2000-09-25  [2021-07-12], （原始内容存档于2013-03-09） （页面存档备份，存于）

## 外部連結
- 官方网站
- "January, 2010 PBS (WSRE) interview with Mark Whitacre" （页面存档备份，存于）. The Official Website of Mark Whitacre, Ph.D.
- "Success Stories: Mark Whitacre" （页面存档备份，存于）. Re-entry Success Stories. 2011.
- "Archer Daniels Midland Segment from "Fair Fight in the Marketplace" （页面存档备份，存于）. The Video Project. YouTube. September 11, 2009
- "168: The Fix Is In" （页面存档备份，存于）. This American Life. NPR. September 18, 2009.